# Großebersdorf
Großebersdorf osztrák mezőváros Alsó-Ausztria Mistelbachi járásában. 2021 januárjában 2226 lakosa volt. 

## Elhelyezkedése

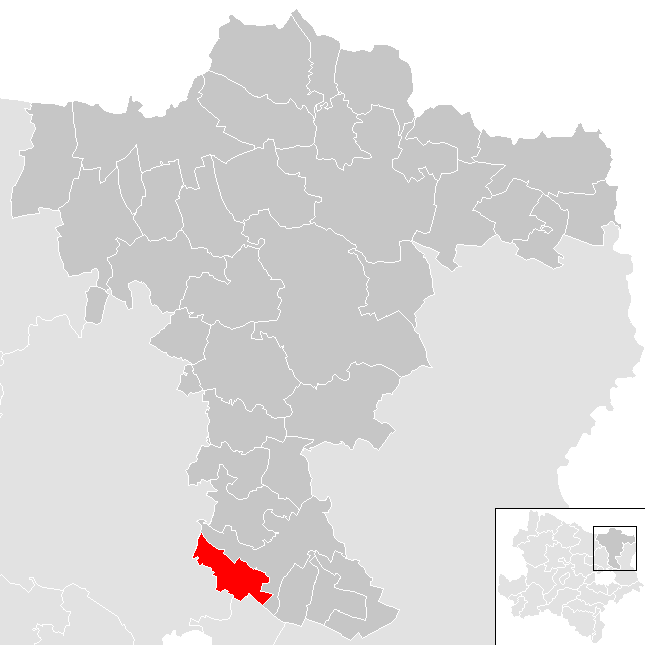
Großebersdorf a Mistelbachi járásban

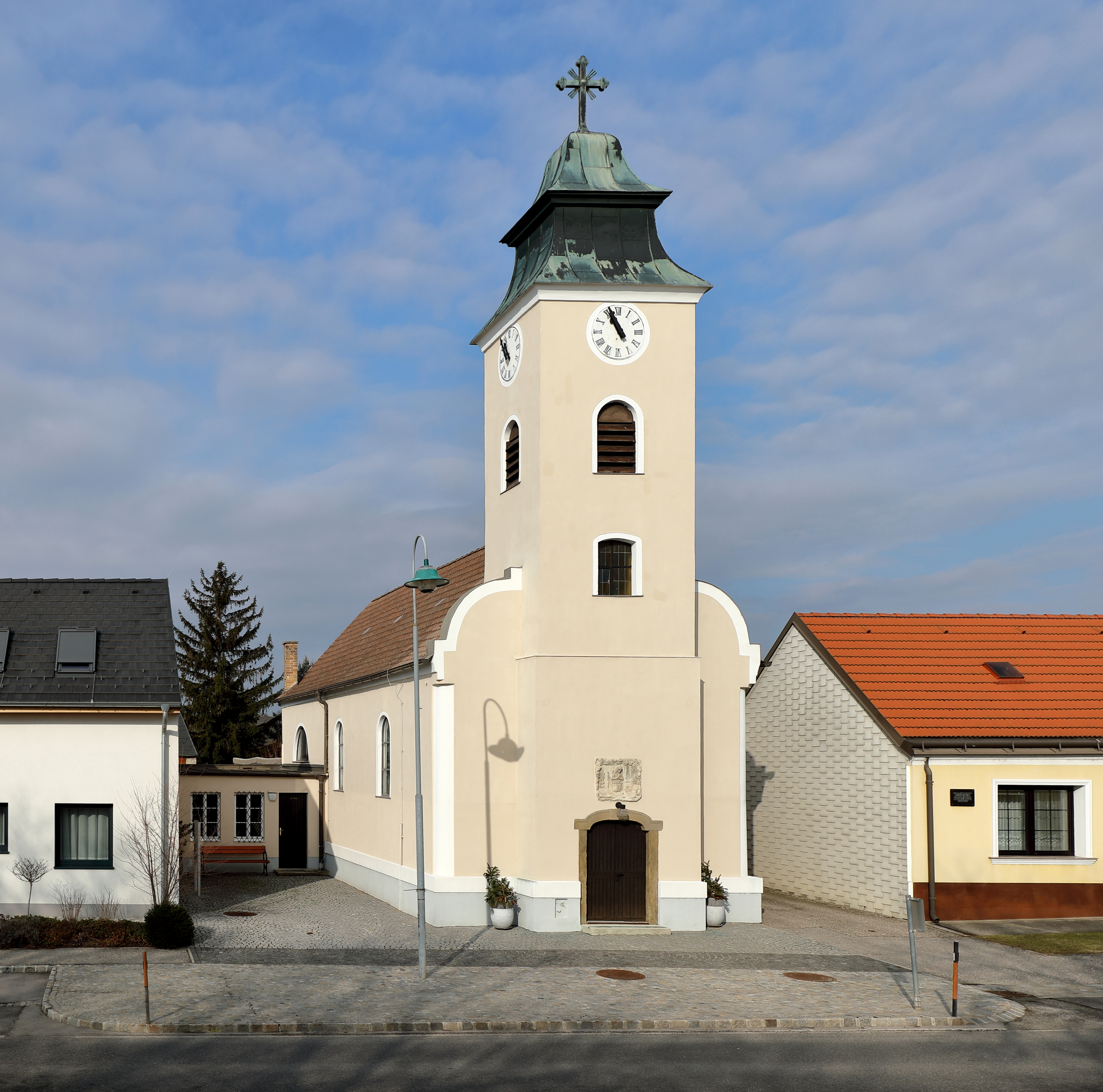
Az Urunk megjelenése-templom

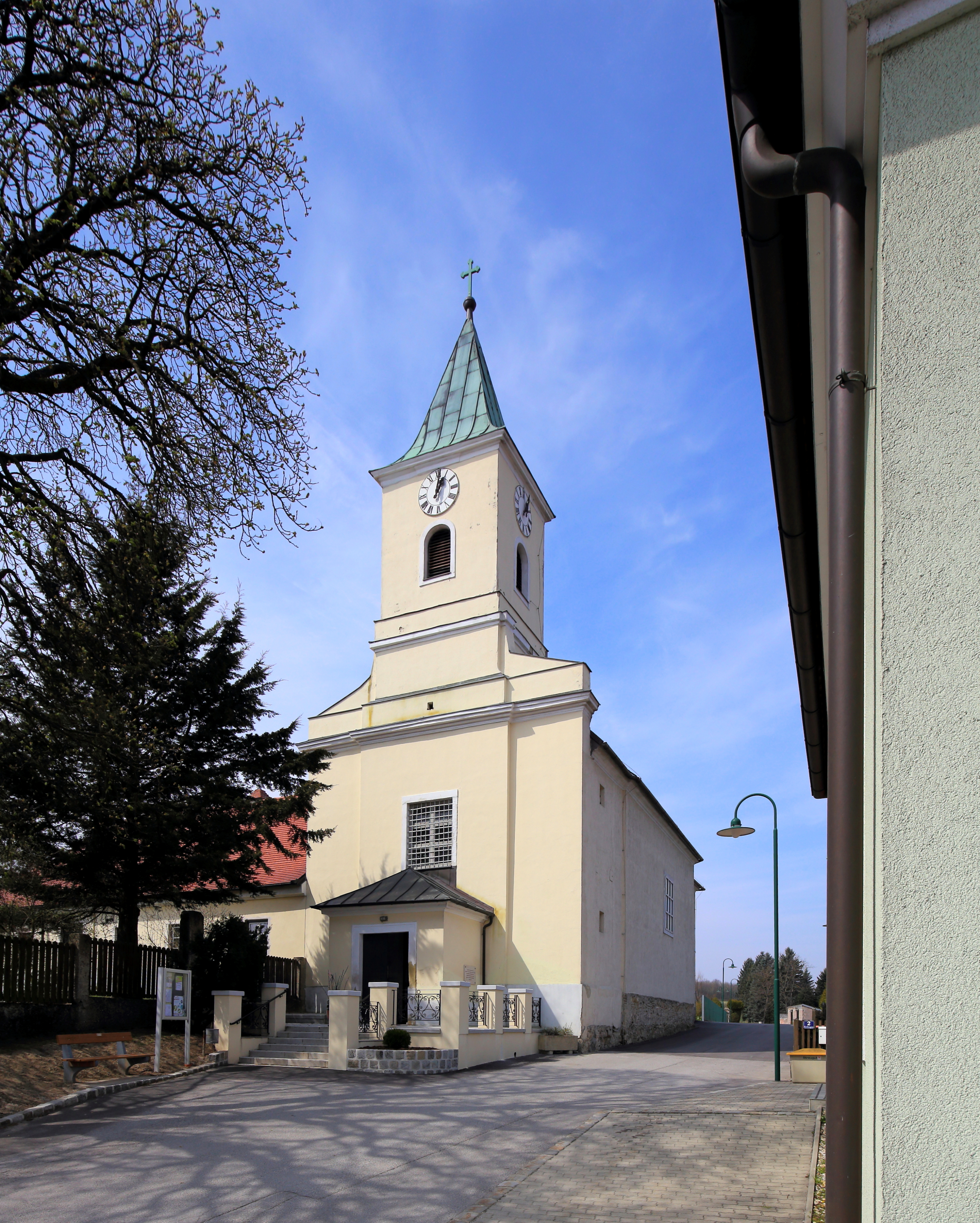
A Padovai Szt. Antal-plébániatemplom

Großebersdorf a tartomány Weinviertel régiójában fekszik a Morva-mező és a Weinvierteli-dombság találkozásánál, az Abzugsgraben csatorna mentén, 15 km-re északra Bécstől. Területének 8,6%-a erdő, 68,2% áll mezőgazdasági művelés alatt. Az önkormányzat 4 települést, illetve településrészt egyesít: Eibesbrunn (258 lakos 2021-ben), Großebersdorf (1102), Manhartsbrunn (402) és Putzing (464).
A környező önkormányzatok: északkeletre Wolkersdorf im Weinviertel, délre Gerasdorf bei Wien, délnyugatra Hagenbrunn, nyugatra Enzersfeld im Weinviertel, északnyugatra Harmannsdorf.

## Története
A Putzing mellett talált cserépedénydarabok alapján a mezőváros területe a bronzkorban is lakott volt. Großebersdorfot először 1168-ban említik Eberhartisdorf néven.
A második világháború végén Großebersdorf heves harcok színterévé vált. A lakosság a pincékbe húzódva vészelte át a nehéz időket. A szovjetek április 12-én foglalták el a községet; a harcoknak 40 vagy 50 szovjet és 4 német katona, valamint 3 civil esett áldozatául, 14 ház leégett és a templom is tüzérségi találatot kapott. Manhartsbrunnt április 15-18 között tüzérséggel lőttek, minek következtében két polgár meghalt és három ház leégett. 
Großebersdorf község 2011-ben kapott mezővárosi rangot.

## Lakosság
A großebersdorfi önkormányzat területén 2021 januárjában 2226 fő élt. A lakosságszám 1981-2011 között gyarapodó tendenciát mutatott. 2019-ben az ittlakók 92,2%-a volt osztrák állampolgár; a külföldiek közül 1,3% a régi (2004 előtti), 3,8% az új EU-tagállamokból érkezett. 2% az egykori Jugoszlávia (Szlovénia és Horvátország nélkül) vagy Törökország, 0,7% egyéb országok polgára volt. 2001-ben a lakosok 79,9%-a római katolikusnak, 3,1% evangélikusnak, 3,8% mohamedánnak, 12% pedig felekezeten kívülinek vallotta magát. Ugyanekkor 3 magyar élt a mezővárosban; a legnagyobb nemzetiségi csoportot a németek (93,5%) mellett a törökök alkották 1,4%-kal. 
A népesség változása:

| 2016 | 2 264 |
| 2018 | 2 236 |

## Látnivalók
- a großebersdorfi Szt. Miklós-plébániatemplom
- a manhartsbrunni Padovai Szt. Antal-plébániatemplom
- az eibesbrunni Urunk megjelenése-templom
- a putzingi Mária menyegzője-templom

## Fordítás
- Ez a szócikk részben vagy egészben  a   Großebersdorf című német Wikipédia-szócikk ezen változatának fordításán alapul.  Az eredeti cikk szerkesztőit annak laptörténete sorolja fel. Ez a jelzés csupán a megfogalmazás eredetét és a szerzői jogokat jelzi, nem szolgál a cikkben szereplő információk forrásmegjelöléseként.